# St. Peter und Paul (Aidhausen)

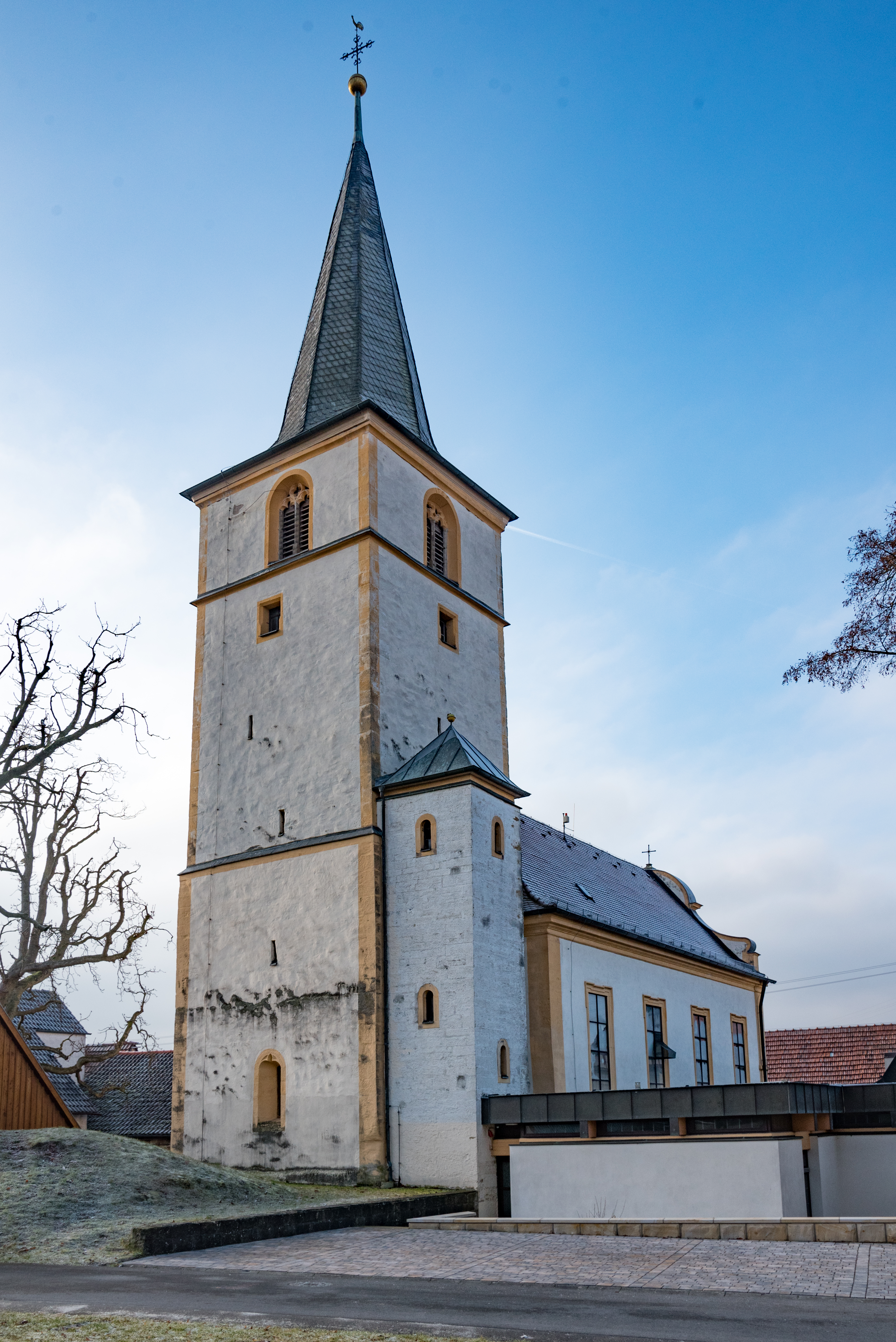
St. Peter und Paul (Aidhausen)

Die römisch-katholische Pfarrkirche St. Peter und Paul steht in der Gemeinde Aidhausen im unterfränkischen Landkreis Haßberge in Bayern. Der Kirchturm des denkmalgeschützten Bauwerks stammt aus dem 14. Jahrhundert. Die Pfarrei gehört zur Pfarreiengemeinschaft Aidhausen-Riedbach im Dekanat Haßberge des Bistums Würzburg. Kirchenpatrone sind die Apostel Petrus und Paulus.

## Beschreibung
Der frühgotische Chorturm wurde 1565 erhöht. Das mit einem Satteldach bedeckte Langhaus wurde zwischen 1755 und 1779 gebaut. Der Turm wurde in dieser Zeit mit einem schiefergedeckten, achtseitigen, spitzen Helm bedeckt.
Der Innenraum ist mit einer Flachdecke überspannt, die mit Rokoko-Stuckaturen und Kartuschen mit Bildern aus dem Leben der Heiligen dekoriert ist. Der Hauptaltar mit einer Madonna im Strahlenkranz, der Seitenaltar, ebenfalls ein Marienaltar, und die mit Putten, Girlanden und Medaillons üppig dekorierte Kanzel sowie der Orgelprospekt sind in den Formen des Rokoko ausgestaltet. Am Chorbogen steht eine hölzerne Statue des hl. Sebastian, in einer Wandnische eine Steinskulptur des hl. Wendelin.